# Márciusban újrakezdjük
Márciusban újrakezdjük (w skrócie: MUK, pol. W marcu zaczniemy na nowo) – hasło węgierskiej opozycji, które masowo rozpowszechniano po upadku rewolucji węgierskiej w 1956.
Hasło to wyrażało nadzieję tych kręgów opozycji, która nie mogła się pogodzić ze zwycięstwem sił komunistycznych w listopadzie 1956. Istnieje możliwość, że było prowokowane przez prosowieckie siły bezpieczeństwa. Kolportowane było za pośrednictwem ulotek, a także malowane było na murach.
W wojnie propagandowej pojawiało się również konkurencyjne hasło prokomunistyczne HUKUK (Ha Újra Kezditek, Újra Kaptok, pol. Jeśli znów zaczniecie, to znów dostaniecie). Przekręcano też znaczenie skrótu MUK, jako Minden Uszítónak Kötelet (pol. Każdemu podżegaczowi stryczek).
Hasło nie przyniosło skutków - rewolucja węgierska nie rozpoczęła się ponownie.